# Château de Budeille
Le château de Budeille, aussi appelé château de Budelle, est situé sur l'avenue Charles de Gaulle dans le bourg d'Évaux-les-Bains, dans le département de la Creuse, région Nouvelle-Aquitaine, en France.

## Historique
Le château de Budelle, aussi appelé château de Budeille, a été construit au milieu du XIXe siècle, en plein essor du thermalisme à Evaux-les-Bains.
C'est un lieu privé qui accueille un institut thérapeutique, éducatif et pédagogique, l'ALEFPA Le Petit Prince.

## Architecture
Le logis est dessiné en un plan grossièrement carré d'environ 25 m par 25 m, avec une façade (nord-ouest) légèrement en « U ».